# Nikolai Mitrofànovitx Krilov
|  | No s'ha de confondre amb Nikolai Krilov. |

Nikolai Mitrofànovitx Krilov   (Sant Petersburg, 29 de novembre de 1879 (Julià) - Moscou, 11 de maig de 1955) va ser un matemàtic rus.

## Vida i Obra
Krilov va passar la seva infància en una petita finca familiar a prop de Kíev. Com fill d'un exmilitar va ingressar el 1888 a l'acadèmia de cadets de Kiev, en la qual va desenvolupar un viu interès per la física i les matemàtiques. Com que aquests estudis no li permetien entrar a la universitat, el 1899 va anar a Sant Petersburg per estudiar al Institut de Mines d'aquesta ciutat. El 1904 es va graduar i els anys següents va estar ampliant estudis a París i a Pisa. El 1911 ja retornat a l'Institut de Mines per defensar la seva tesi.
L'any següent va ser nomenat cap del departament de matemàtiques del Institut de Mines. El 1917 va ser nomenat professor de la universitat de Tauride a Simferòpol (Crimea), en la qual va romandre fins al 1922. Aquest any, en ser elegit acadèmic de l'Acadèmia de Ciències d'Ucraïna, es va traslladar a Kiev on va dirigir el departament de física matemàtica de l'Acadèmia. L'any següent va conèixer el jove Nikolai Bogoliúbov, amb qui va començar una intensa relació de col·laboració en la recerca.
La Segona Guerra Mundial va interrompre tots els plans de recerca, l'Acadèmia es va traslladar primer a Jarkov, després a Ufà, finalment, a Moscou. Krilov va patir aquests durs anys amb una malaltia i la pèrdua progressiva de la visió. Els darrers anys de la seva vida van transcorre a Moscou on la seva ceguesa i la severa malaltia el van impedir de continuar les seves recerques.
Krilov va publicar més de 180 obres en rus, ucraïnès, francès, anglès i italià. És especialment recordat per haver desenvolupat, juntament amb el seu deixeble Bogoliúbov, un mètode rigorós per aproximar les solucions d'una equació diferencial no lineal.